# Caecilia subterminalis
Caecilia subterminalis é uma espécie de anfíbio gimnofiono, endémica do Equador. É conhecida apenas na sua localidade-tipo, identificada simplesmente como "Equador" por Edward Harrison Taylor.